# Rhodostrophia badiaria
Rhodostrophia badiaria är en fjärilsart som beskrevs av Freyer 1841. Rhodostrophia badiaria ingår i släktet Rhodostrophia och familjen mätare. Inga underarter finns listade.